# Liste der Schweizer Rekorde im Bahnradsport

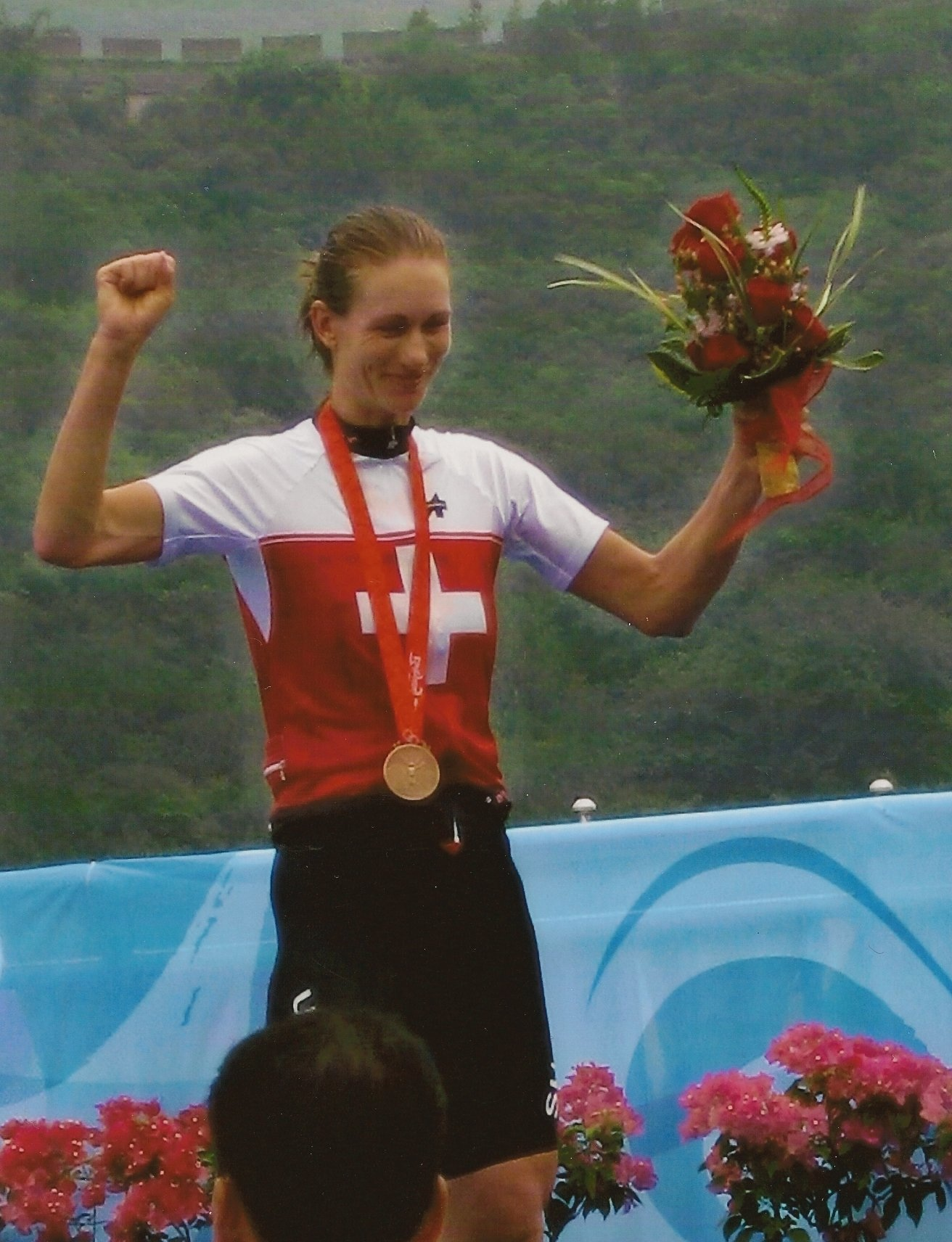
Karin Thürig (hier bei den Olympischen Sommerspielen 2008) hielt von 2003 bis 2022 den nationalen Rekord in der Einerverfolgung.

Die Liste der Schweizer Rekorde im Bahnradsport listet die Bestleistungen von Schweizer Bahnradsportlern auf, die von Swiss Cycling (SC) anerkannt sind und sich auf heute noch ausgetragene Disziplinen beziehen. Sie basieren auf Angaben der Website von Swiss Cycling mit Stand vom 20. Januar 2014.

## Frauen
| Disziplin                                | Name                                                | Zeit             | Datum            | Ort                                 | Veranstaltung                           |
| ---------------------------------------- | --------------------------------------------------- | ---------------- | ---------------- | ----------------------------------- | --------------------------------------- |
| 200 Meter, fliegender Start              | Pascale Schnider                                    | 11,922 s         | 10. Juni 2011    | Centre Mondial du Cyclisme in Aigle |                                         |
| 500 Meter, fliegender Start              | Andrea Wolfer                                       | 36,278s          | 26. August 2003  | Offene Rennbahn Zürich-Oerlikon     |                                         |
| 500 Meter, stehender Start (eingestellt) | Pascale Schnider                                    | 37,302 s         | 11. Juni 2010    | Centre Mondial du Cyclisme in Aigle |                                         |
| 4000 m Einerverfolgung                   | Jasmin Liechti                                      | 4:41,843 min     | 15. Februar 2025 | Velodroom Limburg in Heusden-Zolder | Bahnradsport-Europameisterschaften 2025 |
| 4000 m Mannschaftsverfolgung             | Aline Seitz Fabienne Buri Lorena Leu Annika Liehner | 4:17,798 min min | 14. März 2025    | Konya Veledromu in Konya            | UCI Track Cycling Nations’ Cup 2025     |

## Männer
| Disziplin                    | Name                                                        | Zeit         | Datum              | Ort                                      | Veranstaltung                     |
| ---------------------------- | ----------------------------------------------------------- | ------------ | ------------------ | ---------------------------------------- | --------------------------------- |
| 200 Meter, fliegender Start  | Mats Poot                                                   | 10,225 s     | 17. Juni 2025      | Offene Rennbahn Oerlikon Zürich          |                                   |
| 500 Meter, fliegender Start  | Heinz Isler                                                 | 28,163 s     | 9. Juli 1979       | Hallenstadion in Zürich                  |                                   |
| 1000 Meter, stehender Start  | Olivier Beer                                                | 1:02,740 min | 18. Januar 2013    | Velódromo Panamericano in Aguascalientes | Bahnrad-Weltcup 2012/13           |
| 4000 m Einerverfolgung       | Simon Vitzthum                                              | 4:07,326 min | 14. Oktober 2022   | Saint-Quentin-en-Yvelines                | UCI-Bahn-Weltmeisterschaften 2022 |
| 4000 m Mannschaftsverfolgung | Théry Schir Valère Thiébaud Cyrille Thièry Stefan Bissegger | 3:49,111     | 3. August 2021     | Izu Velodrome in Izu                     | Olympische Sommerspiele 2020      |
| Stundenrekord                | Claudio Imhof                                               | 52,116 km    | 18. September 2020 | Tissot Velodrome in Grenchen             |                                   |

## Juniorinnen
| Disziplin                    | Name                                                     | Zeit         | Datum           | Ort                             | Veranstaltung                               |
| ---------------------------- | -------------------------------------------------------- | ------------ | --------------- | ------------------------------- | ------------------------------------------- |
| 200 Meter, fliegender Start  | Pascale Schnider                                         | 12,360 s     | 14. August 2001 | Offene Rennbahn Oerlikon Zürich |                                             |
| 500 m Zeitfahren             | Eveline Eisenring                                        | 38,382 s     | 3. Juli 1996    | Offene Rennbahn Oerlikon        |                                             |
| 2000 m Einerverfolgung       | Rita Imstepf                                             | 2:37,388 min | 26. Juli 2011   | Velódromo Nacional in Sangalhos | UEC-Bahn-Europameisterschaften der Junioren |
| 4000 m Mannschaftsverfolgung | Fantine Fragnière Lorena Leu Zoe Schiess Janice Stettler | 4:45.248 min | 14. Juli 2022   | Velódromo Nacional in Sangalhos | Junioren-EM                                 |

## Junioren
| Disziplin                    | Name                                                 | Zeit         | Datum           | Ort                                    | Veranstaltung                                      |
| ---------------------------- | ---------------------------------------------------- | ------------ | --------------- | -------------------------------------- | -------------------------------------------------- |
| 200 Meter, fliegender Start  | Mats Poot                                            | 10,910 min   | 15. August 2023 | Offene Rennbahn Oerlikon in Zürich     |                                                    |
| 1000 Meter, stehender Start  | Luca Bühlmann                                        | 1:03.901 min | 27. August 2023 | Velódromo Alcides Nieto Patiño in Cali | Bahnradsport-Weltmeisterschaften der Junioren 2023 |
| 3000 m Einerverfolgung       | Stefan Bissegger                                     | 3:12,416 min | 23. Juli 2016   | Centre Mondial du Cyclisme in Aigle    | UCI-Bahn-Weltmeisterschaften der Junioren 2016     |
| 4000 m Mannschaftsverfolgung | Aurèle Paroz Valère Thiébaud Mauro Schmid Alex Vogel | 4:04,299 min | 23. August 2017 | Velodromo Fassa Bortolo in Montichiari | UCI-Bahn-Weltmeisterschaften der Junioren 2017     |